# Shelfordina spinistylifera
Shelfordina spinistylifera är en kackerlacksart som först beskrevs av Roth, L. M. 1985.  Shelfordina spinistylifera ingår i släktet Shelfordina och familjen småkackerlackor. Inga underarter finns listade i Catalogue of Life.